# Hydroptila kurukepitiya
Hydroptila kurukepitiya är en nattsländeart som beskrevs av Schmid 1958. Hydroptila kurukepitiya ingår i släktet Hydroptila och familjen smånattsländor. Inga underarter finns listade i Catalogue of Life.